# ارقام پنهان
ارقام پنهان یا اشخاص پنهان (انگلیسی: Hidden Figures) فیلمی در ژانر زندگینامه‌ای و درام محصول سال ۲۰۱۶ به کارگردانی تئودور ملفی و با فیلمنامه‌ای نوشتهٔ از ملفی و آلیسون شرودر بر اساس کتابی به همین نام اثر مارگوت لی شترلی است که داستان زنان ریاضیدان سیاه‌پوست آمریکایی را بازگو می‌کند که طی رقابت فضایی آمریکا و روسیه در ناسا مشغول به کار بودند. از بازیگران آن می‌توان به تراجی پی. هنسون اشاره کرد، در نقش کاترین جانسون، ریاضیدانی که مسیر فضایی را برای برنامهٔ فضایی مرکوری و دیگر مأموریت‌های ناسا محاسبه کرد. دیگر بازیگران فیلم اکتاویا اسپنسر در نقش دوروتی وان و جنل مونی در نقش مری جکسون هستند و کوین کاستنر، کیرستن دانست، جیمز پارسونز، گلن پاول و ماهرشالا علی نیز در نقش‌های مکمل را ایفا می‌کنند.
تصویربرداری اولیه در ماه مارس ۲۰۱۶ در آتلانتا آغاز و در مه ۲۰۱۶ به اتمام رسید. ارقام پنهان در ۲۵ دسامبر ۲۰۱۶ توسط کمپانی فاکس قرن بیستم منتشر شد، نقدهای مطلوبی را از منتقدان دریافت کرد و در سطح جهان ۲۱۴ میلیون دلار فروش داشت. این فیلم توسط هیئت بازبینی فیلم یکی از ده فیلم برتر سال ۲۰۱۶ شناخته شد و نامزد جوایز متعددی از جمله سه جایزه اسکار (بهترین فیلم، بهترین فیلم‌نامه اقتباسی و بهترین بازیگر نقش مکمل زن برای اسپنسر) و دو جایزهٔ گلدن گلوب (بهترین بازیگر نقش مکمل زن برای اسپنسر و بهترین موسیقی متن) شد. فیلم موفق به دریافت جایزهٔ بهترین هنرنمایی مجموعهٔ بازیگران از انجمن بازیگران فیلم شد.

## داستان
سه زن آمریکایی آفریقایی‌تبار به عنوان مأموران انجام مأموریت ناسا انتخاب می‌شوند و باید محاسبات ریاضی و فضانوردی را به‌طور صحیح به مدار زمین بفرستند..

## بازیگران
- تراجی پی. هنسون درنقش کاترین جانسون، ریاضیدان
- اکتاویا اسپنسر درنقش دوروتی وان، ریاضی‌دان و سرپرست
- جنل مونی درنقش ماری جکسون که با تلاش موفق می‌شود یک مهندس شود
- کوین کاستنر درنقش «ال هریسون»، رئیس کارگروه ویژهٔ فضا
- کیرستن دانست درنقش «ویوین میشل»، سرپرست
- جیمز پارسونز درنقش پل استفورد، از مهندسان ارشد کارگروه ویژهٔ فضا
- گلن پاول درنقش جان گلن، فضانورد
- ماهرشالا علی درنقش «جیم جانسون» یک افسر نظامی که عاشق کاترین شده و در نهایت با او ازدواج می‌کند
- دانه بیسکو درنقش جولیت کولمن، مادر کاترین که در نگهداری از بچه‌ها به او کمک می‌کند
- ردا گریفیس درنقش مسئول سفیدپوست کتابخانه
- ماریا هاول درنقش خانم سامر
- آلدیس هاج درنقش «لوی جکسون»
- پیج نیکولت درنقش «یونس اسمیت»
- گری ویکس درنقش گزارشگر حاضر در کنفرانس مطبوعاتی
- سانیا سیدنی درنقش «کانستنس جانسون»
- کیمبرلی کویین درنقش «روث»
- الکساندر کروپا درنقش «کارل زلینسکی»، مهندسی که مری جکسون را تشویق می‌کند